# Glutaminase
Une glutaminase est une hydrolase qui catalyse la réaction :
L-glutamine + H2O  {\displaystyle \rightleftharpoons }  L-glutamate + NH3.
Cette enzyme joue un rôle important dans les cellules gliales. Chez l'homme, il en existe deux isoformes : la GLS1 est exprimée essentiellement dans les reins et présente une forte activité (sa constante de Michaelis KM est faible), tandis que la GLS2 est exprimée essentiellement dans le foie et présente une activité plus faible avec un mode de régulation allostérique.

## Distribution tissulaire
Elle est exprimée et est active dans les hépatocytes (cellules du foie), où elle libère de l'ammoniac NH3 pour la formation d'urée, comme le fait la glutamate déshydrogénase. Elle est également exprimée dans les cellules épithéliales du néphron, à partir duquel l'ammoniac libéré est excrété sous forme d'ions ammonium NH4+. L'excrétion d'ions NH4+ est un important mécanisme de régulation acido-basique du rein. Lors d'une acidose chronique, l'expression de la glutaminase augmente dans les reins, ce qui accroît la quantité d'ions ammonium excrétés. La glutaminase est également présente dans les intestins, où l'ammoniac libéré au niveau du foie peut atteindre une concentration de 0,26 mmol·L-1 (à comparer à la concentration artérielle d'ammoniac, typiquement de 0,02 mmol·L-1).
L'une des fonctions les plus importantes de la glutamine se déroule dans les terminaisons des axones des neurones du système nerveux central. Le glutamate est le neurotransmetteur d'excitation le plus abondant dans le système nerveux central. Après avoir été libéré dans la synapse pour y assurer la neurotransmission, il est rapidement absorbé par les astrocytes voisins, qui le convertissent en glutamine. Cette dernière est ensuite fournie aux terminaisons présynaptiques des neurones, où des glutaminases la convertissent à nouveau en glutamate, qui s'accumule dans les vésicules synaptiques. Bien que les deux isoenzymes GLS1 (celle des reins) et GLS2 (celle du foie) soient exprimées dans le cerveau, seule la GLS2 a été observée dans le noyau des neurones du système nerveux central.

## Cible thérapeutique
Plusieurs molécules sont inhibitrices des glutaminases et se révèlent avoir des propriétés anti-tumorales.